# Liste d'œuvres d'art public à Marseille
Cet article recense les œuvres d'art public à Marseille, en France.

## Liste
| Œuvre                                                                                                  | Auteur                    | Localisation                                                                                       | Notes             | Installation | Coordonnées                      | Illustration                             |
| --- | ------------------------- | -------------------------------------------------------------------------------------------------- | ----------------- | ------------ | -------------------------------- | ---------------------------------------- |
| Blue Marseille                                                                                         | Kleber Matheus            | Fonds régional d'art contemporain                                                                  |                   | 2013         | 43° 18′ 21″ nord, 5° 22′ 03″ est | Image manquante                          |
| Breton dixit, Actéon fecit                                                                             | Jean-Michel Alberola      | Musée d'art contemporain de Marseille                                                              |                   | 1986         | 43° 15′ 02″ nord, 5° 23′ 22″ est | Image manquante                          |
| Coup de vent                                                                                           | Jean-Daniel Berclaz       | Gare de Marseille-Saint-Charles                                                                    |                   | 1996         | 43° 18′ 09″ nord, 5° 22′ 49″ est | Image manquante                          |
| Entre eau et feu                                                                                       | Gerlinde Frommherz        | Centre d'incendie et de secours des marins pompiers, Château-Gombert                               |                   | 2011         | 43° 21′ 00″ nord, 5° 26′ 34″ est | Image manquante                          |
| Figure                                                                                                 | Pablo Picasso             | Lycée de Bonneveine                                                                                |                   | 1965         | 43° 14′ 45″ nord, 5° 23′ 36″ est | Image manquante                          |
| Fontaine Cantini                                                                                       | Jules Cantini             | place Castellane                                                                                   |                   | ?            | à géolocaliser                   | Fontaine Cantini                         |
| Fontaine des Danaïdes                                                                                  | ?                         | ?                                                                                                  |                   | ?            | à géolocaliser                   | Image manquante                          |
| Fontaine Fossati                                                                                       | Dominique Fossati         | place du Général-de-Gaulle                                                                         | Classé MH (1941)  | 1978         | 43° 17′ 57″ nord, 5° 22′ 50″ est | Fontaine Fossati                         |
| La Force atomique                                                                                      | Ossip Zadkine             | Faculté des sciences                                                                               |                   | 1971         | 43° 13′ 53″ nord, 5° 26′ 23″ est | Image manquante                          |
| Le Génie de la mer                                                                                     | Carlo Sarrabezolles       | ?                                                                                                  |                   | ?            | à géolocaliser                   | Image manquante                          |
| Gustave Ganay                                                                                          | Élie-Jean Vézien          | Stade Vélodrome, parvis                                                                            |                   | ?            | à géolocaliser                   | Image manquante                          |
| Hommage à Arthur Rimbaud                                                                               | Jean Amado                | Plages du Prado                                                                                    |                   | 1989         | 43° 15′ 52″ nord, 5° 22′ 20″ est | Image manquante                          |
| Jean Bouin                                                                                             | Constant Roux             | Stade Vélodrome, parvis                                                                            |                   | ?            | à géolocaliser                   | Jean Bouin                               |
| Monument aux héros et victimes de la mer                                                               | André Alexandre Verdilhan | ?                                                                                                  | Inscrit MH (2009) | 1923         | 43° 17′ 41″ nord, 5° 21′ 30″ est | Monument aux héros et victimes de la mer |
| Monument à Monticelli                                                                                  | Auguste Carli             | Palais Longchamp                                                                                   |                   | ?            | à géolocaliser                   | Monument à Monticelli                    |
| Monument aux morts de l'Armée d'Orient et des terres lointaines                                        | Gaston Castel             | corniche du Président-John-Fitzgerald-Kennedy                                                      | Classé MH (2011)  | 1927         | 43° 17′ 10″ nord, 5° 21′ 02″ est | Image manquante                          |
| Sans titre                                                                                             | Daniel Pontoreau          | Place longue des Capucins                                                                          |                   | 2013         | 43° 18′ 07″ nord, 5° 22′ 41″ est | Image manquante                          |
| Sans toi la maison est chauve                                                                          | Erik Dietman              | Musée d'art contemporain de Marseille                                                              |                   | 1991         | 43° 15′ 01″ nord, 5° 23′ 23″ est | Image manquante                          |
| Seconde nature                                                                                         | Miguel Chevalier          | Place d'Arvieux                                                                                    |                   | 2010         | 43° 18′ 21″ nord, 5° 22′ 02″ est | Image manquante                          |
| Sept portes de Jerusalem                                                                               | David Soussana            | Plages du Prado                                                                                    |                   | ?            | à géolocaliser                   | Image manquante                          |
| Stèle à Goethe                                                                                         | Eduardo Chillida          | Musée Cantini                                                                                      |                   | 1982         | 43° 17′ 32″ nord, 5° 22′ 42″ est | Image manquante                          |
| Un adulte bâtit les fondations de son bon sens sur la chute certaine d’un objet qui n’a pas de support | Émilie Perotto            | Musée des civilisations de l'Europe et de la Méditerranée, centre de conservation et de ressources |                   | 2012         | 43° 18′ 29″ nord, 5° 23′ 15″ est | Image manquante                          |